# 이명재 (축구 선수)
이명재(李明載, 1993년 11월 4일 ~ )는 대한민국의 축구 선수로 포지션은 왼쪽 풀백, 센터백, 수비형 미드필더이며 현재 K리그1 대전 하나 시티즌 소속이다.

## 구단 경력

### 울산 HD FC 1기
2014 시즌을 앞두고 자유 선발을 통해 울산 HD(당시 울산 현대)에 입단했으나 입단 초기에는 김영삼, 이재원에 밀려 많은 경기에 나서지 못했고 결국 6월 여름 이적 시장을 통해 일본 J1리그의 알비렉스 니가타로 임대 이적 후 반시즌동안 5경기에 출전한 뒤 울산으로 복귀했다.
울산으로 복귀한 후 군에 입대하기 전인 2019 시즌까지 공식전 135경기를 소화하며 2회 연속 코리아컵(당시 FA컵) 2017년 FA컵 우승, 2018년 FA컵 준우승, 2018년 K리그1 3위, 2019년 K리그1 준우승의 성적을 남겼고 2017년 9월 23일에는 전남 드래곤즈와의 2017년 K리그1 31라운드 홈 경기에서 프로 데뷔골을 터뜨리기도 했다.

### 상주 / 김천 상무
2019 시즌을 마친 뒤 군 복무를 위해 팀 동료인 박용우, 오세훈 등과 함께 상주 상무에 입대하여 입대 첫 해에는 부상에 발목이 잡혀 1경기도 출전하지 못했고 상무가 상주에서 김천으로 연고지를 이전하면서 데뷔 이후 처음으로 K리그2 무대를 밟게 되었다.
물론 전남 드래곤즈와의 2021년 K리그2 7라운드 원정 경기에서 퇴장당하며 팀의 패배를 제공하기도 했지만 2020 시즌 부상으로 1경기도 뛰지 못했음에도 경기력이 크게 저하되지 않은 부분은 상당히 고무적이라고 할 수 있겠다. 서울 이랜드와의 2021년 K리그2 17라운드 홈 경기를 끝으로 1년여간의 군 복무를 마쳤다.

### 울산 HD 2기
울산으로 복귀하여 2021 시즌 리그 2경기를 포함해 공식전 7경기에 출전하며 2021년 K리그1  준우승 진출 등에 힘을 보탰다.
그 후 2022 시즌에서도 공식전 26경기 3어시스트를 기록하며 울산의 17년만의 리그 우승에 기여했으며 2023 시즌에서도 공식전 35경기 1골 5어시스트를 기록하며 2회 연속 리그 우승을 만들어냈고, 2024 K리그 3연패를 달성하였으며, 덤으로 K리그 베스트 11 수비수 부문에 선정되었다.

### 버밍엄 시티
2024 시즌 후, 울산과 계약이 만료된 이명재는 2025년 2월 4일(한국시간)에 백승호가 소속된 버밍엄 시티에 이적하였다.

## 국가대표팀 경력

### 대한민국 A대표팀
2024년 3월 11일 태국과의 2026년 FIFA 월드컵 아시아 지역 2차 예선 C조 3차전과 4차전을 앞두고 팀 동료 주민규, 2022년 아시안 게임 금메달리스트이자 광주 FC의 중앙 미드필더인 정호연 등과 함께 황선홍 임시 감독이 이끄는 대한민국 A대표팀에 발탁되며 생애 처음으로 태극마크를 달게 되었다.

## 개인사
2023년 6월 11일에 박용우, 이규성과 구단 직원인 매니저 A씨가 부리람 유나이티드 소속 축구 선수이자 당시 전북 현대 모터스 소속으로 활동했던 태국 출신 사살락 하이쁘라콘을 대상으로 이명재의 인스타그램에 인종 차별적인 댓글을 게시하며 사회적으로도, 국제적으로도 큰 논란이 일었고 결국 22일에 상벌위원회로부터 1경기 출전 정지와 제재금 1500만 원의 징계를 받았다.

## 대회 성적

### 클럽
울산 HD
- K리그1 : 우승 (2022, 2023, 2024), 준우승 (2019, 2021)
- 코리아컵 : 우승 (2017), 준우승 (2018), (2024)

### 개인
- K리그1 베스트 11: 2024